# Donzige klit

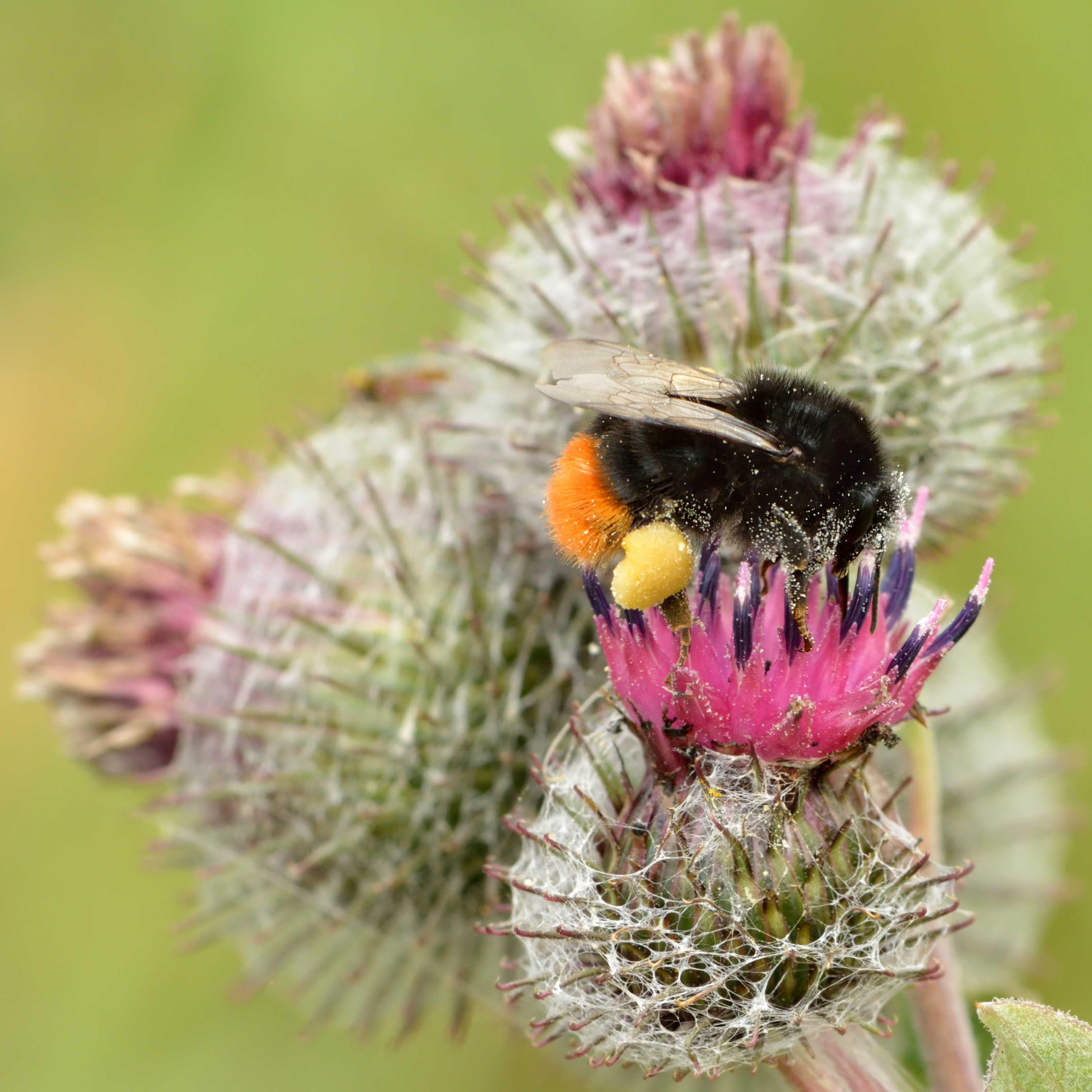
Bestuiving

De donzige klit (Arctium tomentosum) is een tweejarige plant die behoort tot de composietenfamilie (Compositae of Asteraceae). De plant komt van nature voor in Eurazië.
De plant wordt 30–150 cm hoog. De onderste bladeren zijn tot 50 cm lang. De hartvormige bladeren zijn aan de onderkant meer of minder dicht, viltig behaard en hebben in tegenstelling tot de grote klit een niet met merg gevulde bladsteel.
De donzige klit bloeit van juni tot augustus. De hoofdjes staan in een tuil. Het ongeveer 3 cm hoge en 2–4 cm brede hoofdje is spinnenwebachtig behaard, maar ook bijna kale komen voor. De buitenste omwindselblaadjes zijn groen met een haakvormige top en smaller dan de binnenste omwindselblaadjes. De binnenste, lintvormige omwindselblaadjes zijn paars met een korte rechte stekelpunt, 0,5-3,5 mm lang en korter dan de bloempjes. De bloempjes op het hoofdje bestaan uit buisbloempjes. De bloemkroon is vrij dicht bezet met klierharen.
De vrucht is een nootje met een pappus.
De plant komt voor op vochtige, voedselrijke kleigrond.